# 希爾灣
64°11′S 62°8′W / 64.183°S 62.133°W
希爾灣（英語：Hill Bay）是南極洲的海灣，位於昂韋爾島以東，長9公里、寬4公里，處於斯帕蘭扎尼角和米歇爾角之間，現時由南極條約體系管理。